# Revue québécoise de linguistique théorique et appliquée
Ne doit pas être confondu avec Revue québécoise de linguistique.
La Revue québécoise de linguistique théorique et appliquée  (RQLTA) est une revue scientifique québécoise annuelle à comité de lecture publiée à Trois-Rivières au Québec, 
C'est la revue officielle de l'Association québécoise de linguistique. Elle publie des travaux de toutes les disciplines principales de la linguistique ainsi que des revues d'ouvrages et d'autres informations.
C'est la seule revue de linguistique en Amérique du Nord à publier ses articles exclusivement en français.

## Histoire
La revue a été fondée en 1981 par Henri Wittmann.
Le premier éditeur du journal a été Henri Wittmann. Sous sa gouverne, qui a duré près de vingt ans, la revue a publié quelques-uns des principaux résultats de la recherche sur le français québécois.

### ISSNconsécutifs
- 0714-5683 (1981-1984) ;
- 0835-3603 (1984-1986) ;
- 0835-3581 (depuis 1986).